# Hiszam Rustum
Hiszam Rustum, Hichem Rostom (ur. 26 maja 1947 w Al-Marsa, zm. 28 czerwca 2022 w Tunisie) – tunezyjski aktor, wcielił się m.in. w rolę Mahdiego z Sudanu w filmie W pustyni i w puszczy z 2001 roku.

## Filmografia[2]

### Filmy
| Rok  | Tytuł polski                    | Tytuł oryginalny                 | Rola               |
| ---- | ------------------------------- | -------------------------------- | ------------------ |
| 1989 | Złote podkowy                   | Sfayah Min Dhahab                | Youssef            |
| 1994 | Pałac milczenia                 | Samt el qusur                    | Si Behir           |
| 1996 | Angielski pacjent               | The English Patient              | Fouad              |
| 1998 | Paparazzi                       | Paparazzi                        | Kabouli            |
| 2001 | W pustyni i w puszczy           | W pustyni i w puszczy            | Mahdi              |
| 2002 | Pieśń młyna                     | Le Chant de la Noria             |                    |
| 2003 | Koloseum: Rzymska arena śmierci | Colosseum: Rome’s Arena of Death | Lanista            |
| 2003 | August pierwszy cesarz          | Imperium: Augustus               | Prawnik            |
| 2007 | Marzenia Loli                   | Whatever Lola Wants              | Nasser             |
| 2011 | Czarne złoto                    | Black Gold                       | Pułkownik Nesibien |
| 2011 | Infiltrowani                    | L’Infiltré                       | generał Ali        |
| 2022 | Bunkoeur                        | Bunkoeur                         | Ramadi             |

### Seriale
| Rok  | Tytuł polski          | Tytuł oryginalny         | Rola           |
| ---- | --------------------- | ------------------------ | -------------- |
| 1998 | Hrabia Monte Christo  | Le Comte de Monte Cristo | Muhammad       |
| 2001 | W pustyni i w puszczy | W pustyni i w puszczy    | Mahdi          |
| 2008 | Dom Saddama           | House of Saddam          | Mohammed Ghani |
| 2012 | Maria z Nazaretu      | Maria di Nazaret         | Eleazar        |